# Elecciones municipales de 2015 en Alcalá de Henares
Las elecciones municipales de 2015 se celebraron en Alcalá de Henares el domingo 24 de mayo, de acuerdo con el Real Decreto de convocatoria de elecciones locales en España dispuesto el 30 de marzo de 2015 y publicado en el Boletín Oficial del Estado el día 31 de marzo. Se eligieron los 27 concejales del pleno del Ayuntamiento de Alcalá de Henares, a través de un sistema proporcional (método d'Hondt), con listas cerradas y un umbral electoral del 5 %.

## Resultados
6 de las 13 listas proclamadas obtuvieron una cantidad de votos por encima del umbral del 5 % sobre el total de votos válidos necesario para entrar en el reparto de escaños usando el método d'Hondt: la candidatura del Partido Popular, la del Partido Socialista Obrero Español, Somos Alcalá, Ciudadanos-Partido de la Ciudadanía, España 2000 e Izquierda Unida Comunidad de Madrid-Los Verdes. Fueron lideradas respectivamente por Francisco Javier Bello Nieto, Javier Rodríguez Palacios, Alberto Egido Viciana, Miguel Ángel Lezcano López, Rafael José Ripoll Candela y María del Pilar Fernández Herrador.
El PP, pese a mantenerse como candidatura más votada, perdió 4 concejales y la mayoría absoluta de la que disfrutó en la corporación anterior (que presentaba 2 concejales menos que la de 2015-2019), abriéndose la posibilidad de formación de un gobierno de izquierda en el municipio.
El PSOE, segundo en votos, obtuvo 7 concejales, dos menos que en los anteriores comicios. El posterior cambio de gobierno que se produciría en la investidura del alcalde del PP al PSOE gracias a alianza de izquierdas (análogas a desarrollos ocurridos en otros municipios de gran tamaño alrededor de la capital española como Móstoles, Getafe, Leganés, San Sebastián de los Reyes o Coslada) condujo a algunos analistas a señaladar la resurgencia del «cinturón rojo» alrededor de Madrid. La candidatura de Izquierda Unida consiguí un único concejal (2 menos que en las anteriores elecciones), mientras que las candidaturas de Somos Alcalá (una candidatura promovida por Podemos) y Ciudadanos-Partido de la Ciudadanía entraron en el consistorio por primera vez con 6 y 4 concejales, respectivamente. El partido de ultraderecha España 2000 mantuvo el concejal de la corporación previa, pese a que la formación tuvo avances electorales en otros municipios del Corredor del Henares.
Los resultados completos se detallan a continuación:
| Candidaturas                                              | Candidaturas                                              | Votos   | %                               | Concejales                      |
| --------------------------------------------------------- | --------------------------------------------------------- | ------- | ------------------------------- | ------------------------------- |
|                                                           | Partido Popular (PP)                                      | 21 588  | 24,08                           | 8                               |
|                                                           | Partido Socialista Obrero Español (PSOE)                  | 21 370  | 23,84                           | 7                               |
|                                                           | Somos Alcalá (Somos)                                      | 18 350  | 20,47                           | 6                               |
|                                                           | Ciudadanos-Partido de la Ciudadanía (Cs)                  | 12 139  | 13,54                           | 4                               |
|                                                           | España 2000 (E2000)                                       | 5214    | 5,82                            | 1                               |
|                                                           | Izquierda Unida Comunidad de Madrid-Los Verdes (IUCM-LV)  | 4735    | 5,28                            | 1                               |
| Unión Progreso y Democracia (UPyD)                        | Unión Progreso y Democracia (UPyD)                        | 2640    | 2,95                            | 0                               |
| Los Verdes de la Comunidad de Madrid (LVCM)               | Los Verdes de la Comunidad de Madrid (LVCM)               | 973     | 1,09                            | 0                               |
| Ciudadanos de Centro Democrático (CCD)                    | Ciudadanos de Centro Democrático (CCD)                    | 545     | 0,61                            | 0                               |
| Vox (Vox)                                                 | Vox (Vox)                                                 | 491     | 0,55                            | 0                               |
| Partido Humanista (PH)                                    | Partido Humanista (PH)                                    | 147     | 0,16                            | 0                               |
| Plataforma Liberal de Actitudes Nuevas (PLAN)             | Plataforma Liberal de Actitudes Nuevas (PLAN)             | 144     | 0,16                            | 0                               |
| Partido Castellano-Tierra Comunera: Pacto (PCAS-TC:PACTO) | Partido Castellano-Tierra Comunera: Pacto (PCAS-TC:PACTO) | 103     | 0,11                            | 0                               |
| Votos en blanco                                           | Votos en blanco                                           | 1201    | 1,34                            | n/a                             |
| Votos válidos                                             | Votos válidos                                             | 89 640  | 100,00                          | 27                              |
| Votos nulos                                               | Votos nulos                                               | 1048    | Participación: \| \| 66,02 % \| | Participación: \| \| 66,02 % \| |
| Votantes                                                  | Votantes                                                  | 90 688  | Participación: \| \| 66,02 % \| | Participación: \| \| 66,02 % \| |
| Electores                                                 | Electores                                                 | 137 372 | Participación: \| \| 66,02 % \| | Participación: \| \| 66,02 % \| |
|                                                           | 66,02 %                                                   |         |                                 |                                 |

## Concejales electos
Relación de concejales proclamados electos:
| N.º | Nombre                              | Lista | Lista   |
| --- | ----------------------------------- | ----- | ------- |
| 1   | Francisco Javier Bello Nieto        |       | PP      |
| 2   | Javier Rodríguez Palacios           |       | PSOE    |
| 3   | Alberto Egido Viciana               |       | Somos   |
| 4   | Miguel Ángel Lezcano López          |       | Cs      |
| 5   | Octavio Martín González             |       | PP      |
| 6   | María Yolanda Besteiro de la Fuente |       | PSOE    |
| 7   | Brianda Yáñez Arrondo               |       | Somos   |
| 8   | Víctor Chacón Testor                |       | PP      |
| 9   | Fernando Fernández Lara             |       | PSOE    |
| 10  | Jesús Abad Pinto                    |       | Somos   |
| 11  | María Teresa Obiol Canalda          |       | Cs      |
| 12  | Emma Teresa Castelló Taliani        |       | PP      |
| 13  | María Aranguren Vergara             |       | PSOE    |
| 14  | Rafael José Ripoll Candela          |       | E-2000  |
| 15  | María del Pilar Fernández Herrador  |       | IUCM-LV |
| 16  | Laura Martín Pérez                  |       | Somos   |
| 17  | Francisco Bernáldez García          |       | PP      |
| 18  | Alberto Blázquez Sánchez            |       | PSOE    |
| 19  | Gregorio David Valle Rodríguez      |       | Cs      |
| 20  | Javier Galán Blanco                 |       | Somos   |
| 21  | Tomás Marcelo Isoldi Barbeito       |       | PP      |
| 22  | María de los Ángeles Ortega Díaz    |       | PSOE    |
| 23  | Ana María Juan Hernández            |       | PP      |
| 24  | María Olga García Sánchez           |       | Somos   |
| 25  | Carlos García Nieto                 |       | PSOE    |
| 26  | María Teresa Santana Gordón         |       | Cs      |
| 27  | Markel Gorbea Pérez                 |       | PP      |

## Investidura del alcalde

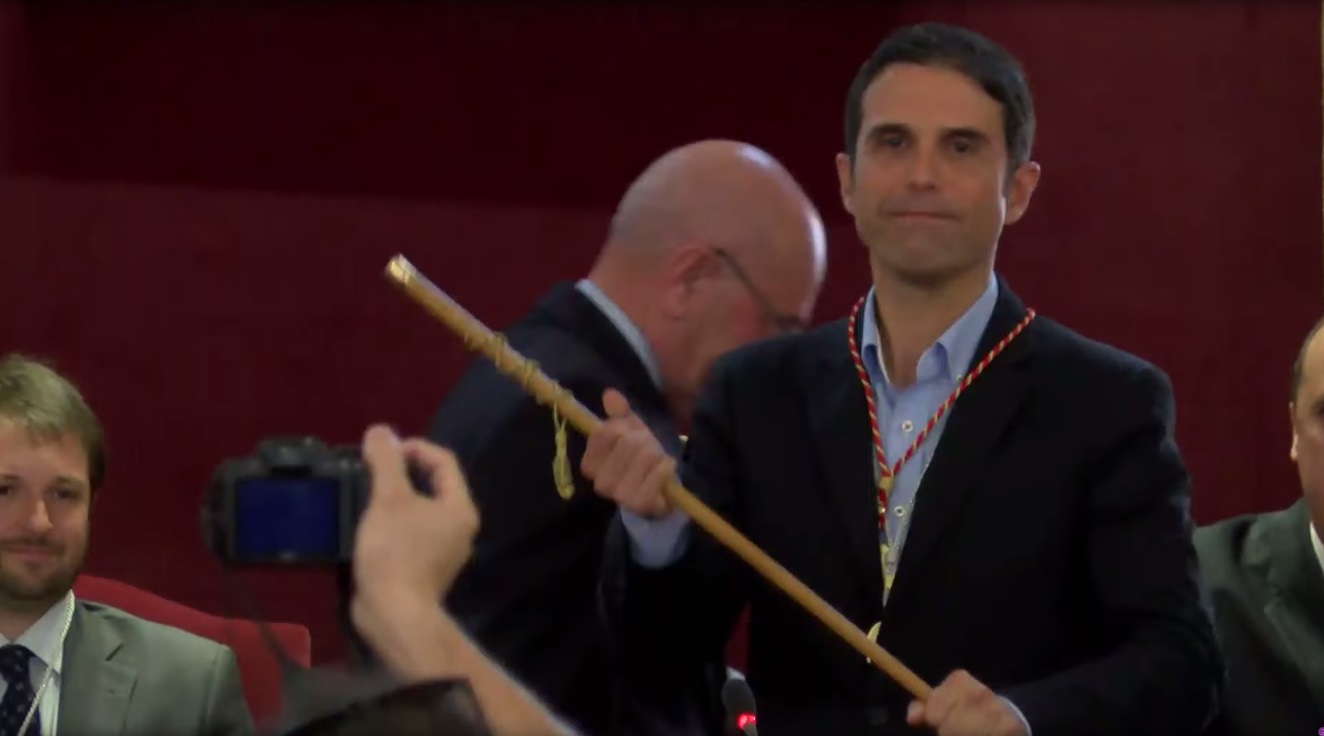
Javier Rodríguez Palacios con el bastón de mando de alcalde durante la investidura del 13 de junio de 2015

En la votación de investidura celebrada el 13 de junio de 2015 el candidato del PSOE Javier Rodríguez Palacios, resultó elegido alcalde de Alcalá de Henares con una mayoría absoluta de los votos de los concejales (14 votos); Javier Bello (PP) obtuvo 8, Miguel Ángel Lezcano (Cs) 4 y Rafael Ripoll (E2000) 1.